# Пейса, Верла де
Верла де Пейса (англ. Verla De Peiza, род. 7 октября 1971 года) — барбадосский политик и юрист. Лидер Демократической лейбористской партии с 12 августа 2018 года, первая женщина, занявшая этот пост. Сенатор от Демократической лейбористской партии с 2010 по 2018 год.

## Биография
Верла Де Пейса родилась 7 октября 1971 года на Барбадосе в приходе Сент-Джеймс. Училась в начальной школе Эрдистона, затем в Харрисон-колледже в Бриджтауне, получив университетскую стипендию Барбадосской выставки в 1991 году. Окончила Саутгемптонский университет (Саутгемптон, Великобритания), получив степень бакалавра наук в области политики и права. Затем она поступила в Лондонский университет королевы Марии, где получила степень магистра права с отличием, специализируясь в криминологии и уголовном правосудии. В 1996 году Де Пейса получила право заниматься юридической практикой в Англии и Уэльсе. Вернувшись на Барбадос, она присоединилась к юридической фирме Charlton Chambers и в 2000 году вошла в коллегию адвокатов.

## Политическая карьера
В 1996 году Де Пейса вступила в Демократическую лейбористскую партию. На парламентских выборах 2008 года была назначена одним из руководителей предвыборной кампании партии. В 2010 году Де Пейса был назначен сенатором, а затем переназначена после парламентских выборов 2013 года. Оставалась сенатором до 2018 года. На парламентских выборах 2018 года баллотировалась в западном избирательном округе Крайст-Чёрч, оплоте конкурентной Барбадосской лейбористской партии, и потерпела неудачу. Министр и президент ДЛП Фрейндель Стюарт ушёл в отставку, сделав Де Пейса первой женщиной-лидером партии. В августе 2021 года другой член ДЛП Гай Хьюитт бросил ей вызов на пост лидера партии, но Де Пейса победила его в ходе партийного голосования.